# Kjachulai
Kjachulai (russisch Кяхулай) ist eine Siedlung städtischen Typs in der Republik Dagestan in Russland mit 6962 Einwohnern (Stand 14. Oktober 2010).

## Geographie
Die Siedlung liegt etwa 3 km südwestlich des Zentrums der dagestanischen Hauptstadt Machatschkala und wenig weiter von der Küste des Kaspischen Meeres entfernt. Sie befindet sich am Fuß des sich steil bis zu seinem mit 720 m höchsten Punkt Mys Sarijar erhebenden Bergmassives Tarki-Tau.
Die Siedlung gehört zum Stadtkreis Machatschkala und ist der Verwaltung des Sowetski rajon, eines der drei Verwaltungsbezirke der Stadt, unterstellt. Kjachulai grenzt im Nordosten unmittelbar an die eigentliche Stadt Machatschkala sowie im Nordwesten beziehungsweise Südosten an die ebenfalls zum Stadtkreis gehörigen Siedlungen städtischen Typs Alburikent und Tarki.

## Geschichte
Der Ort wurde erstmals im 17. Jahrhundert als Dorf Amirchangent erwähnt, benannt nach einem kumykischen Fürsten namens Amirchan.
Mit dem Wachstum der Stadt Machatschkala in der zweiten Hälfte des 20. Jahrhunderts wurde der Ort zu deren unmittelbaren Vorort und der Stadtverwaltung unterstellt. Im Februar 1988 wurde ein größerer Teil des Ortes durch einen Erdrutsch zerstört oder unbewohnbar. Die obdachlos gewordenen Bewohner wurden in einem südwestlich von Tarki gelegenen Gebiet angesiedelt, wo die Siedlung Nowy Kjachulai („Neu-Kjachulai“) entstand. 1992 erhielt Kjachulai den Status einer Siedlung städtischen Typs.

### Bevölkerungsentwicklung
| Jahr | Einwohner |
| ---- | --------- |
| 2002 | 5353      |
| 2010 | 6962      |

Anmerkung: Volkszählungsdaten

## Verkehr
Als faktischer Randbezirk von Machatschkala ist Kjachulai in deren städtischen Nahverkehr eingebunden, der dort vorwiegend mit Marschrutki (Sammeltaxis) bewältigt wird. Der nächstgelegene Bahnhof ist der von Machatschkala an der Strecke Rostow am Don – Baku.